# Conistra acutula
Conistra acutula là một loài bướm đêm trong họ Noctuidae.